# آرامگاه خواجه علی سیاهپوش
بقعه خواجه علی سیاهپوش مربوط به دوره صفوی - دوره قاجار است و در تبریز، خیابان منجم، کوچه علی سیاهپوش واقع شده و این اثر در تاریخ ۲۹ تیر ۱۳۷۷ با شمارهٔ ثبت ۲۰۵۴ به‌عنوان یکی از آثار ملی ایران به ثبت رسیده است.
سنگ‌نبشهٔ مربوط به این بنا تخریب شده و از همین‌روی تاریخ بنای این آرامگاه مشخص نیست. تاریخ درگذشت شیخ سیاهپوش نیز معلوم نمی‌باشد؛ ولی به احتمال زیاد وی در سدهٔ پنجم هجری وفات یافته‌است.

## معماری بنا
آرامگاه خواجه علی سیاهپوش دارای نقشهٔ چهارضلعی مربع از بیرون و هشت‌ضلعی از داخل است. این بنا همچنین دارای اتاق‌های کوچک‌تری به شکل هشت‌ضلعی در داخل است. گنبد آرامگاه به صورت دوپوش پیوسته بوده و توسط مقرنس‌های گچی، پوشش داخلی آن شکل گرفته‌است. گوشواره‌های بنا با کاربندی‌های گچی آراسته شده‌است.
آرامگاه خواجه علی در وسط سردابی در زیر بنای آرامگاه جای گرفته‌است. ویژگی خاص این بنا به دلیل طرح، گچبری و مقرنس‌کاری طاق آن است و از آثار هنر ایرانی محسوب می‌شود که در زمان حیات سیاهپوش دارای کاربرد خانقاه و زاویه بوده‌است.

## نگارخانه

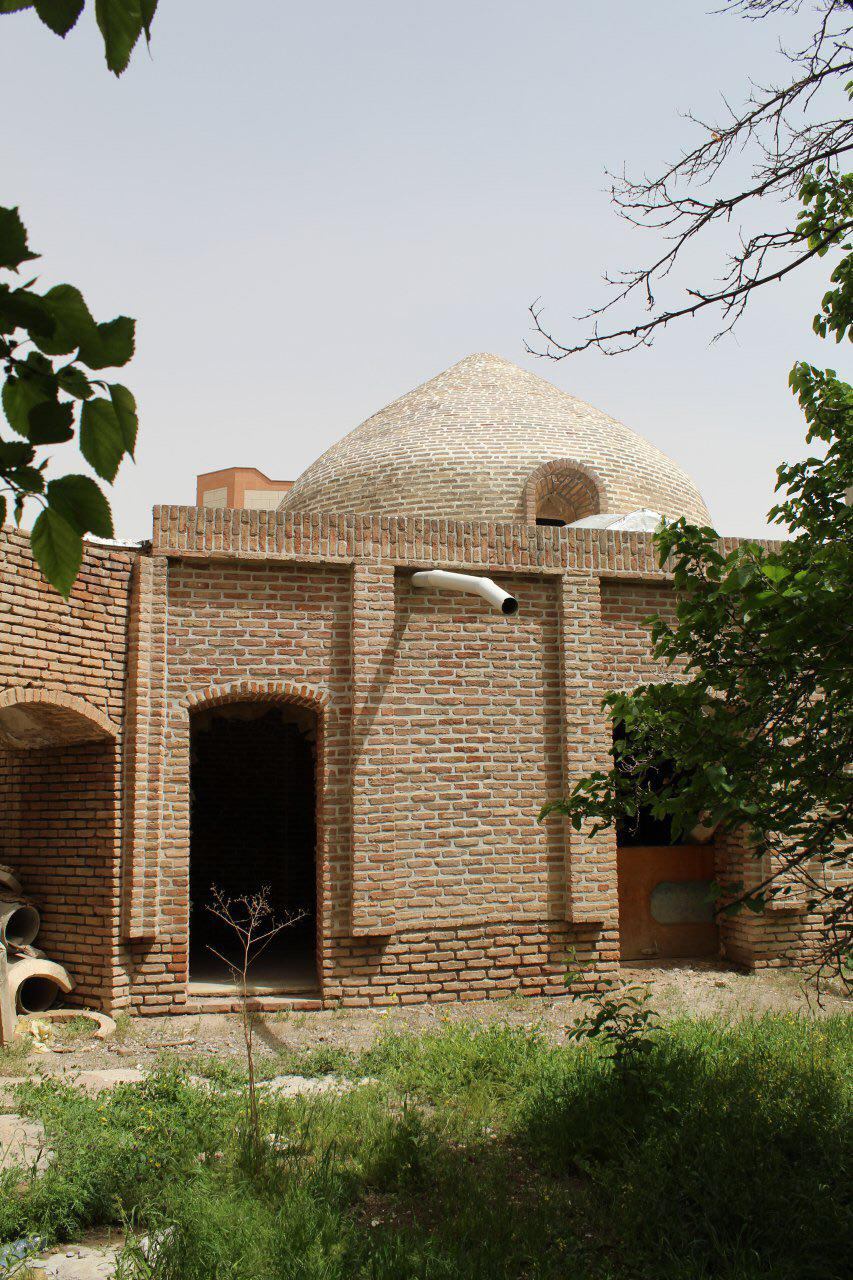
نمای بیرونی آرامگاه
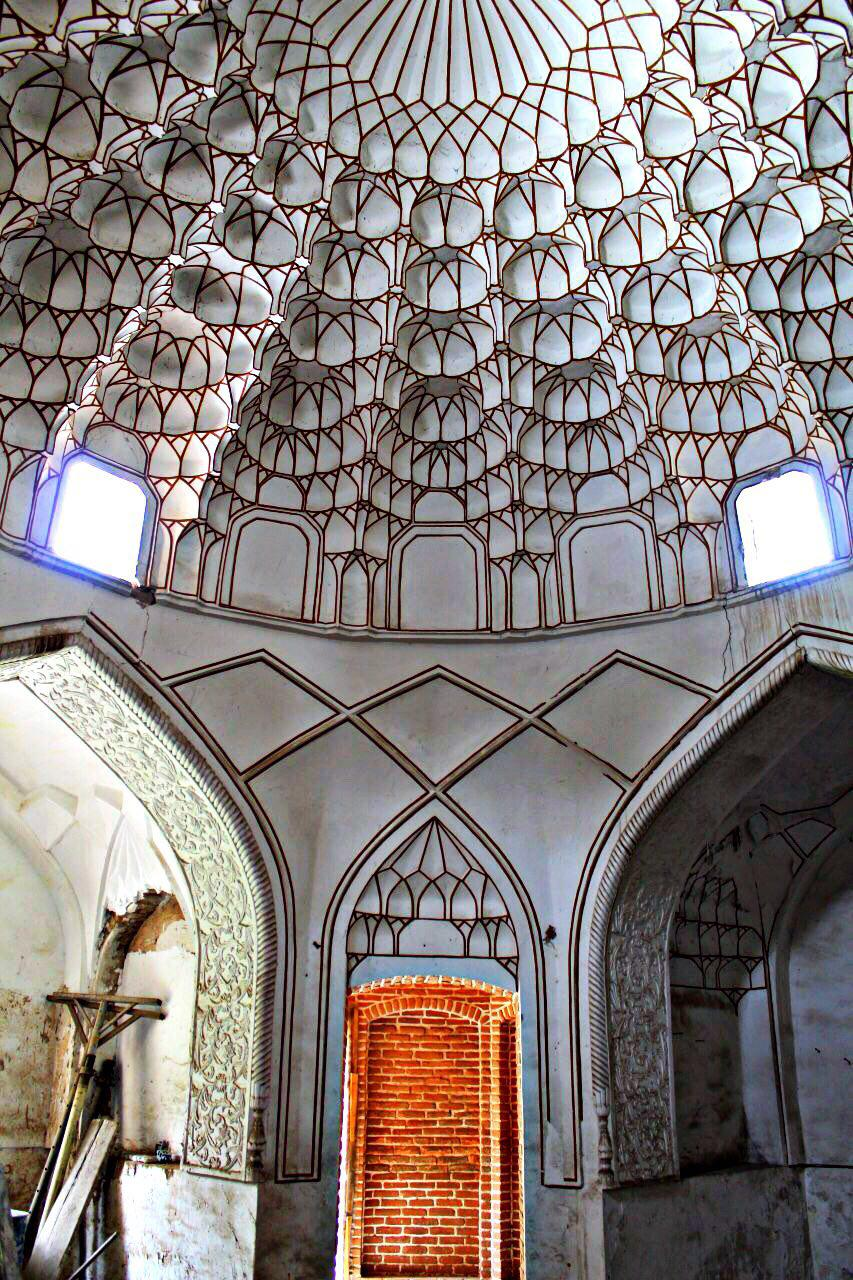
نمای درونی آرامگاه
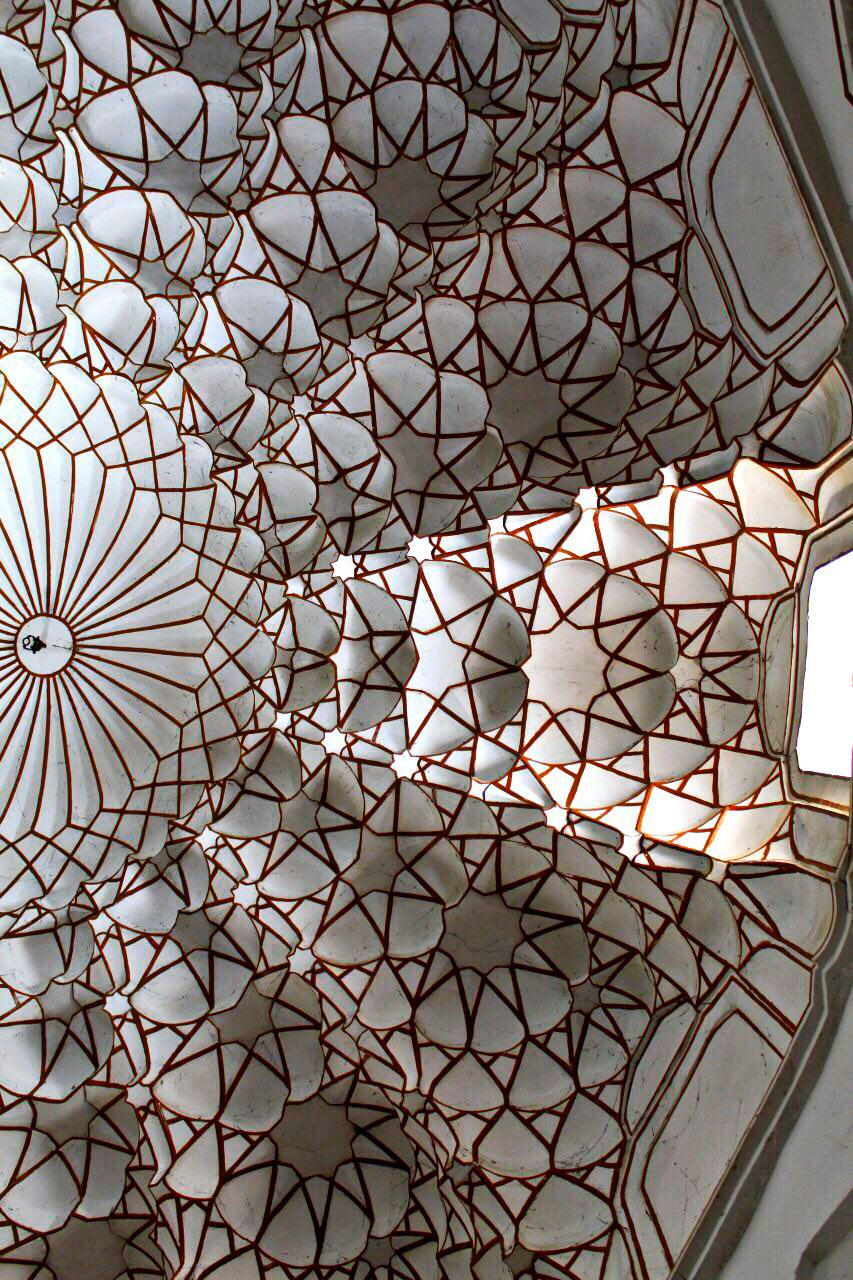
طاق آرامگاه